# Веленье
Веле́нье (словен. Velenje, Sl-Velenje.ogaо файле) — город в центральной части Словении, в бассейне реки Пака.
Впервые Веленье упоминается в XIII веке как торговое поселение, права города получил в 1950 году, когда добровольным трудом рабочих в течение нескольких лет с нуля был построен современный город.

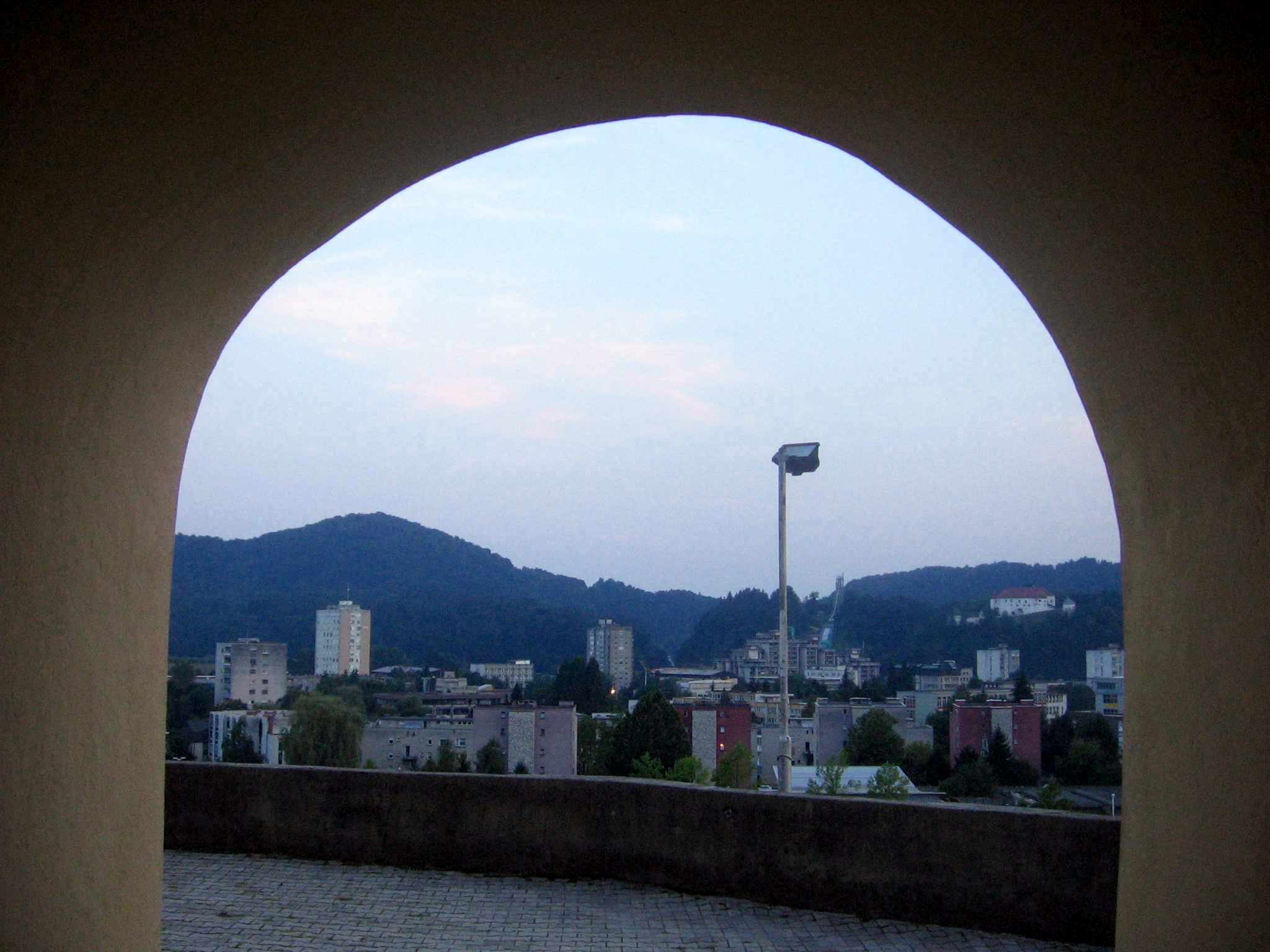
Веленье

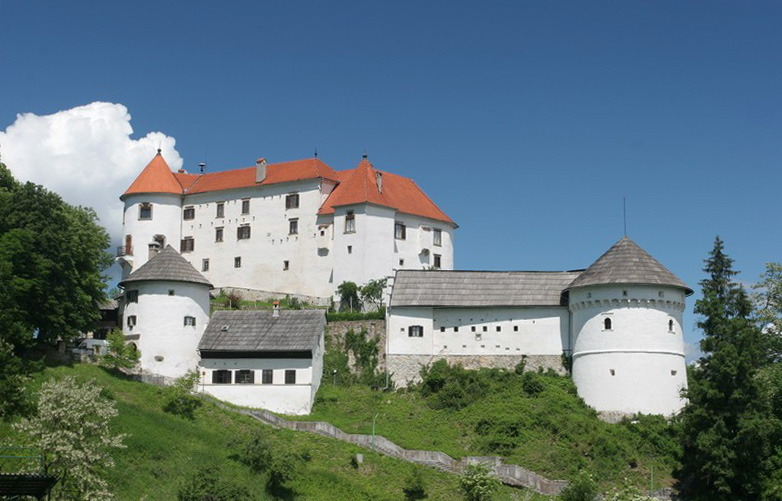
Вид на замок Веленье и городские стены

По данным переписи 2002 года население города составляет 26 742 человека. Население всего района (общины) составляет 33 331 человек (2002).
Через город проходит автомобильная дорога Дравоград — Жалец (en:A1 motorway (Slovenia)).
В окрестностях города большие залежи бурого угля, что способствовало развитию города в XX веке как крупного промышленного центра. В 1981 году после смерти президента Югославии И. Броз Тито город был переименован в Титово Веленье. Прежнее имя было возвращено городу в 1991 году после провозглашения независимости Словении.

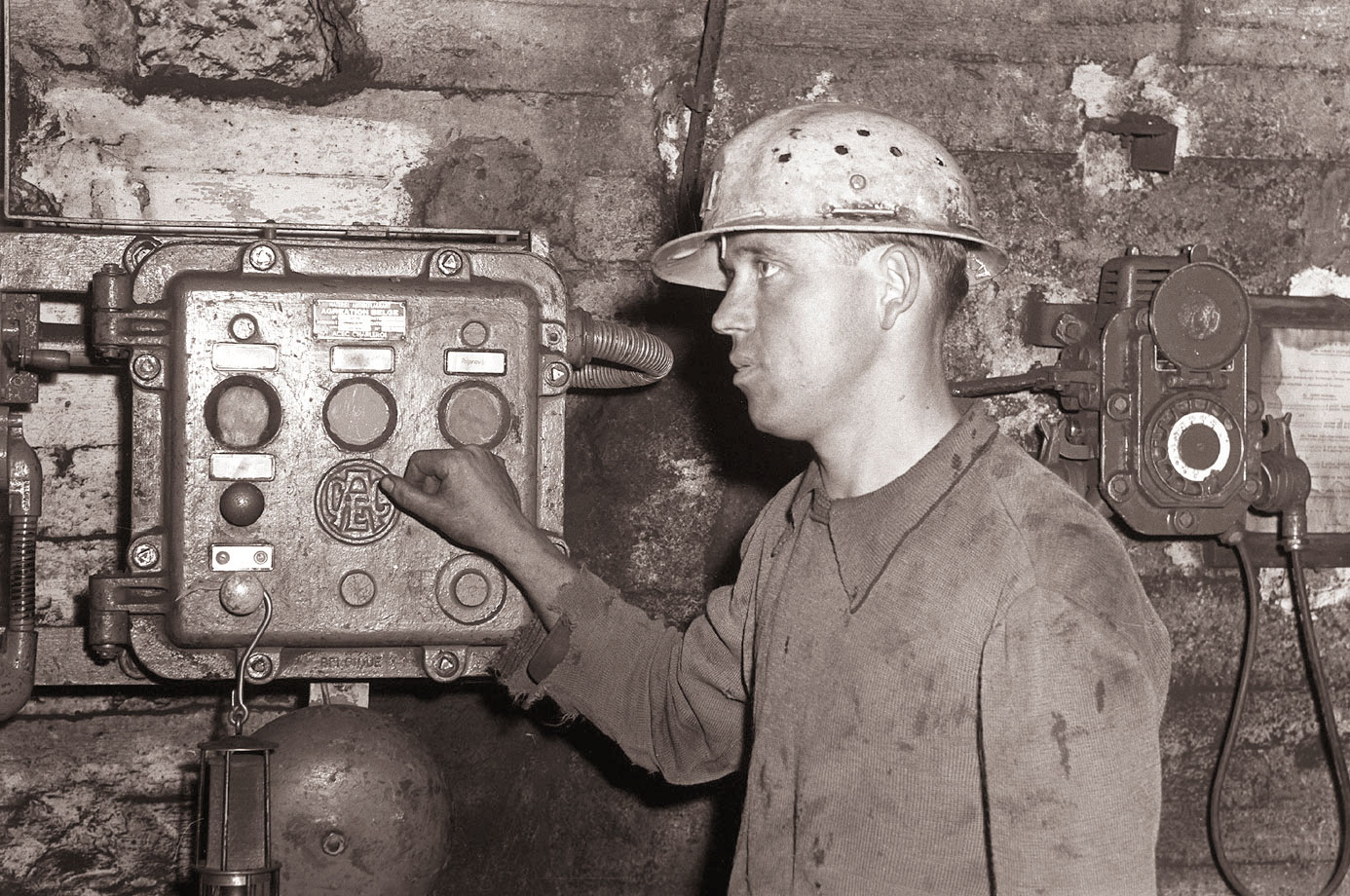
Рабочий в веленьеской шахте в 1958 г.

В Веленье расположена штаб-квартира концерна Gorenje, производящего бытовую технику, музей угледобычи (Muzej premogovništva Slovenije).